# Mallotus longipes
Mallotus longipes är en törelväxtart som beskrevs av Johannes Müller Argoviensis. Mallotus longipes ingår i släktet Mallotus och familjen törelväxter. Inga underarter finns listade i Catalogue of Life.